# Thomas Müntzer
Thomas Müntzer (født 1488, død 27. maj 1525) var tysk teolog under Reformationen. Han var hovedperson inden for den såkaldte radikale reformation, vendte sig mod Martin Luther med adskillige kritiske skrifter og blev oprørsleder under Den tyske bondekrig. Under slaget ved Frankenhausen blev Müntzer og hans bønder slået. Han blev taget til fange, tortureret og halshugget.

## Tidlige liv
Müntzer blev født i den lille by Stolberg i Harzen i omkring 1489/90. Han læste ved universiteterne i Leipzig og Frankfurt og blev kyndig i oldgræsk, hebræisk og latin.
Fra sommeren 1516 til efteråret 1518 opholdt han sig i et kloster i Frohse, men udgivelsen af Luthers 95 teser i 1517 fik ham til at forlade klosteret og rejse til Wittenberg. Her havde han angiveligt en konfrontation med Luther, som senere kom til at afsky Müntzer, fordi denne ville politisere hans reformation. Efter et par korte ophold i Orlamünde og Jüeterbock i 1519 rejste Müntzer muligvis til Leipzig for at overvære de berømte debatter mellem John Eck og Andreas Karlstadt og mellem Luther og Eck. Han flyttede meget omkring og fik i 1519 et embede i et nonnekloster i Beuditz, inden han tog til Zwickau i Thüringen i 1520.

## Stigende radikalisering
I maj 1520 blev Müntzer præst i Zwickau, og det var her han havde sin første store konfrontation med de kirkelige myndigheder, som endte med, at han i foråret 1521 blev afskediget. I 1521 og 1522 begyndte kløften mellem Luther og Müntzer langsomt at blive større og tydeligere, da Müntzer videreudviklede sine socialrevolutionære og spiritualistiske forestillinger og f.eks. ligesom de senere baptister (døbere) forkastede barnedåb.
Da byrådet i Zwickau i april 1521 havde afskediget ham, flygtede han til Prag. Han var i begyndelsen feteret i byen som tilhænger af Luther, og han fik logi stillet til rådighed og blev inviteret til at prædike på latin og tysk på universitetet. Af ukendte årsager var han i november meget mindre velkommen. Han skrev sit Prag-manifest, som findes i fire forskellige udgaver på tysk og latin, og som er et vredt anti-kirkeligt og apokalyptisk skrift.
I december 1521 forlod han Prag og levede igen i en periode et omflakkende liv. I marts 1523 blev han præst i byen Allstedt, og i juni samme år giftede han sig med en tidligere nonne, Ottilie von Gerson. I Allstedt, i den lille kursachsiske eksklave i Nordøstthüringen fik Müntzer den mest frugtbare og rolige periode i sit liv. I november blev han forhørt af Georg Spalatin og Frederik 3. af Sachsen. Luther pressede på for at få en privat konfrontation med ham i Wittenberg, men han ville have en offentlig debat, og intet skete. I december skabte han den første fuldstændige tyske liturgi. Ud over skrifterne om evangelisk gudstjeneste og deres msættelse til praksis i form af den allerførste evangeliske kirkeordning noget sted, forfattede han sine to vigtigste teologiske skrifter. Hans gudstjenester blev besøgt af mennesker fra et større område; og hans holdninger blev langsomt mere radikale - både teori og praksis. Det mest markante udtryk for hans antiklerikale holdning vist sig, da et valfartskapel på egnen blev stormet, plyndret og nedbrændt i marts 1524. Efter den lokale amtmands indberetning om hændelsen, blev de kursachsiske myndigheder for alvor urolige og begyndte at holde et skarpt øje med hans virke.
Det ledte til, at hertug Johan og hans søn ,var til stede, den 13. juli 1524 hvor han holdt sin Prædiken til fyrsterne. Den tog udgangspunkt i  Daniels bog, kapitel 2, hvor profeten Daniel, der blev holdt  som gidsel i Babylon, bliver rådgiver for kongen pga. sin evne til at tolke drømme. I sin prædiken fremstiller Müntzer sig selv som en ny Daniel, der skal tolke fyrsternes drømme. Ifølge den udlægning af teksten han her præsenterer, handler Daniels bog om Guds rige, der vil opsluge alverdens kongedømmer. Han giver her for første gang udtryk for direkte revolutionære holdninger, idet prædikenen kulminerede med , at han meddelte fyrsterne, at de ville blive stødt "fra tronerne", hvis de ikke  støttede hans altomfattende universelle reformation, i stedet for Wittenberg-reformatorerne
Dette kombineret med Luthers Brev til fyrsterne fra juli 1524, der angreb Müntzer og Andreas Karlstadt, var sandsynligvis årsagen til, at han og andre fra Allstedt blev indkaldt til en høring af myndighederne. Det blev besluttet at lukke trykkeriet i Allstedt skulle lukke. Müntzer flygtede kort efter fra Allstedt, fordi han frygtede en anholdelse. Rejsen gik til Mühlhausen i Thüringen af to grunde: 1. han havde erfaret, at der i byen var en meget levende og aktiv reformatorisk bevægelse, som havde gjort store fremskridt, og 2. byen var en fri rigsstad, hvor han kunne arbejde frit, uden indblanding fra fyrstens side.
Müntzer blev i august/september 1524 ikke en af anførerne i opstanden i Thüringen, som faktisk først begyndte i april 1525. Han var ikke overhovedet oprørsleder, men teolog, der fra 1524 i stigende grad lagde vægt på, at verden skulle kristnes med "de udvalgte" som Herrens redskab. I forskningen har man helt opgivet at tegne et billede af ham som næsten udelukkende oprørsleder og hærfører. Ordene "omnia sunt communia" (alle ting er fælles) er ikke at finde i noget af Müntzers skrifter, men kun i det han sagde under forhørene på borgen Heldrungen, da han efter det afgørende nederlag i Thüringer-opstanden, som han havde set som "de udvalgtes" kamp mod "de gudløse", var blevet taget til fange. Dele af forhørene var foregået under tortur, hvorfor man skal være meget forsigtig med at tillægge udsagnene for stor værdi. I byen var hans senere 'medkæmper' Heinrich Pfeiffer allerede siden 1523 meget aktiv. Han var bortløbet munk fra cistercienserklostret Reifenstein og af Mühlhausen-familie. Han blev bestemt ikke efter Müntzers ankomst dennes "assistent", men reformator med egne meninger og kvaliteter. Sammen benyttede de sig af spændingerne mellem byens håndværkere på den ene side og byrådet på den anden til at skrive de elleve såkaldte "Mühlhausen-artikler", der krævede, at det eksisterende byråd blev opløst og erstattet af et "evigt råd", der var baseret på den guddommelige retfærdighed og Guds ord. Man omdelte artiklerne blandt bønderne i de omkringliggende landsbyer, men opnåede ingen støtte, tilsyneladende fordi artiklerne overvejende omhandlede problemerne i byen, men ikke bøndernes. Det lykkedes det patriciske byråd med støtte fra bønderne i de landsbyer, som tilhørte byen, at genvinde kontrollen over situationen. Resultatet var entydigt: I september 1524 blev Müntzer og Pfeiffer udvist af Mühlhausen.
Müntzer tilbragte resten af 1524 i de områder i Sydtyskland, hvor de opstande, som i dag samlet kaldes Bondekrigen var begyndt. Han har formentlig først opholdt sig i Nürnberg, hvor han ville lade sine to sidste skrifter trykke - den endegyldige afregning med Luther. I februar 1525 vendte han tilbage Mühlhausen. Her var situationen radikalt forandret. Heinrich Pfeiffer, der var vendt tilbage allerede i december 1524, havde fået flertal for at gennemføre en omfattende reformation. Ca. 1 måned efter Müntzers tilbagekomst afsattes det gamle byråd; og der blev indsat et nyt "evigt råd", der bestod af repræsentanter for byens middel- og overklasse. Det lykkedes ikke Müntzer og Pfeiffer at overtage byrådet og oprette et kommunistisk teokrati i stedet. "Det Evige Råd" var ikke organ for Müntzers vidtgående reformationsplaner. Det er helt karakteristisk, at der i det "Evige Råd" ikke sad ét eneste medlem af sammenslutningen af Müntzer- og Pfeiffer-tilhængere "det evige gudsforbund", hvilket kan konstateres ved at sammenholde  medlemslisten fra forbundet og rådet, der begge er bevaret i afskrift. 
Müntzer anførte som oprørernes 'feltpræst' en gruppe på omkring 8000 bønder under slaget ved Frankenhausen i kampen mod politisk og åndelig undertrykkelse, og han var overbevist om, at Gud ville hjælpe dem. De blev fuldstændig slået, taget til fange, fængslet og tortureret. Han blev halshugget i Mühlhausen 27. maj 1525,og hans hoved og krop blev udstillet som en advarsel til alle, der måtte prædike en lignende forræderisk lære. At det er en veldokumenteret og sejlivede myte at Müntzer afsvor sin tro og modtog den katolske nadver før han døde , fremgår af Eike Wolgast, Thomas Müntzer. Ein Verstörer der Ungläubigen. Muster-Schmidt Verlag: Göttingen - Zürich 1981, side 109-111. 

## Teologi og synet på Jomfru Maria
Luther og Müntzer var teologisk uenige om adskillige doktriner. Müntzer troede på og prædikede om Guds levende ord, han ville afskaffe barnedåb, og han mente, at nadverens vin og brød blot var symboler på Kristi offer. Luther var uenig i alt dette.
Luther var ikke så radikal som Müntzer, der gik ind for sværdet som middel til at ændre de politiske og religiøse strukturer. Desuden mente Müntzer, at det krævede gode gerninger, at blive retfærdiggjort, ikke blot tro.
Selvom Müntzer var en teologisk fornyer, bevarede han dog mange af de gamle doktriner. Dette gælder også hans syn på Jomfru Maria. I en prædiken fra 1520 beskriver han hende som matriark, ,ypperstepræst og dronning. Jomfru Maria er formidleren mellem dag og nat, mediatrix inter deum et hominem (mægler mellem gud og mennesker). Hun vandt over djævelen i kraft af sin ydmyghed. Hun viser Guds magt, idet hendes storhed ikke skyldtes hende selv, men Guds nåde. Han forsvarer hendes jomfruelighed før, under og efter Jesu fødsel. Han citerer Bernhard af Clairvaux, især dennes marianske argumenter. Müntzer insisterede på, at hverken Jomfru Maria eller apostlene blev døbt med vand, og at det er den åndelige dåb, der tæller mest. Han kan opfattes som befrielsesteologiens fader, idet han fortolkede Marias lovsang (Magnificat) – et exaltavit humiles - (og han har ophøjet de ringe) – som hendes kritik af den eksisterende sociale orden.

## Arven efter Müntzer
Müntzer er ofte blevet overset i beskrivelserne af reformationen. For lutherske historikere var han en kortlivet radikal.Han blev i 1850 overtaget af socialisterne som symbol på den tidlige klassekamp pga. hans ønske om et egalitært samfund med fælleseje. Müntzers bevægelse og bondeopstanden var et vigtigt emne i Friedrich Engels' bog Der deutsche Bauernkrieg (Den tyske bondekrig), der er et klassisk forsvar for den historiske materialisme. Engels beskriver Müntzer som en revolutionær leder, der valgte at bruge Bibelens sprog, som var det sprog bønderne bedst ville forstå. Han helt en helt i Østtyskland (DDR) i det 20. århundrede og var fra 1975 afbildet på landets 5-marksedler. På slagmarken ved Frankenhausen byggede DDR et stort mindesmærke med verdens største maleri af Werner Tübke, hvori Müntzer er en central figur.
Nyere studier har dog været mere opmærksom på konteksten i Müntzers liv. Han står nu som symbol på en af de mange teologiske retninger, som reformationen tog i sin tidlige fase.